# الروغاني
الروغاني مركز في منطقة القصيم في السعودية، وهو مركز فئة (ب) ويتبع إداريًا محافظة عنيزة.

## التسمية
الرَّوْغَانِي بفتح الراء المشددة فواو ساكنة فغين مفتوحة فنون مكسورة فياء أخيرة، ويعود سبب تسمية الروغاني بهذا الاسم لصعوبة الدخول إليها بسبب كثافة الرمال فسميت بهذا الاسم.

## الموقع الجغرافي
تعتبر الروغاني واحدة من القرى الرئيسية التابعة لمحافظة عنيزة، وتبعد عن محافظة عنيزة 4 كيلومتر، وتبعد عن مدينة بريدة 18 كيلومتر، وتقع وسط عدة قرى ومراكز هي مركز وادي أبو علي ومركز وادي الجناح، وقد كانت قرية الروغاني قديمًا تسمى الرويغاني وتقع إلى الشمال الشرقي من موقعها الحالى أقرب ما تكون إلى ضفة وادي الرمة، ولكن غلبة الملوحة على مياهها جعلت أهلها يرتفعون عن ذلك الموضع جنوبًا استعذابًا للماء.

## الخدمات الحكومية
يوجد في مركز الروغاني بعض الخدمات الحكومية ومنها:
- إمارة مركز الروغاني.
- مركز صحي.
- مكتب البريد السعودي.
- مدرسة ابتدائية (للبنين)، (تأسست عام 1374 هـ).[1]
- مدرسة متوسطة وثانوية (للبنين).
- مدرسة ابتدائية ومتوسطة (للبنات)، (تأسست عام 1416 هـ)[1][4]

## رئيس المركز
رئيس مركز الروغاني هو راكان بن صالح الجربوع السنجاري الشمري .

## المناخ
مناخ صحراوي، حار جاف صيفًا، بارد ممطر شتاءً، وتبلغ درجة الحرارة صيفًا 45 درجة مئوية، وفي الشتاء تصل إلى ما دون الصفر.